# Любительская голография
Любительская голография — технологии, использующие непрофессиональное оборудование либо некритичные к требованию высокой когерентности источника света и других условий создания голограммы; создание голограмм людьми без специальной технической подготовки.

## История
Послевоенная культура способствовала возникновению новых технических хобби. Компании, поставлявшие комплектующие, занимались сбытом оставшихся после войны в избытке электронных, механических, оптических компонентов. Издатели периодики также адаптировались к нуждам любителей. Любительская голография возникла и развивалась на основе технического любительства, возникшего в предыдущие десятилетия.
В 1960 годы любителям голографии требовались необычные технические навыки. В рубрике Клэйра Стона (Clair L. Stong) The Amateur Scientist в журнале Scientific American указывалось, что для сборки газового лазера и работы с ним необходим опыт в радиоэлектронике и металлообработке; газовый лазер был единственным вариантом, доступным среднему энтузиасту. Определённые знания в оптике требовались для установки и настройки линз и зеркал для голографии. Для решения серьёзных проблем, связанных с вибрацией, также требовались навыки. Химическое проявление голограмм было похоже на обработку обычной фотоплёнки, но были и парадоксальные аспекты, выходящие за пределы кругозора фотолюбителей. Например, отличная голограмма могла получиться даже с почти не экспонированной или почти чёрной фотопластинкой. Было трудно понять, что требуется для создания качественной голограммы. Малейшее движение приводило к уничтожению записи. Тип используемой плёнки и пластинки существенно сказывался на результате; большинство доступных плёнок и оптических установок вовсе не могли быть использованы. Также имели значение когерентность луча лазера, механическое напряжение, перепады температуры.
Требуемый набор навыков мог быть получен путём обмена опытом с другими любителями, но в 1960-е годы для этого было мало возможностей; одной из таких возможностей стала рубрика The Amateur Scientist, в которую поступали материалы от любителей фотографии, электроники, астрономии.
К 1970-м годам новое искусство создания голограмм уже могло преподаваться инструкторами, начинавшими с других хобби.
В 1971 году Ллойд Кросс и Джерри Петик (Jerry Pethick) основали школу голографии в Сан-Франциско для обучения любителей методам создания голограмм с использованием недорогого оборудования. Для гашения вибраций использовался большой стол с толстым слоем песка.
Многие из любителей, учившихся в школе, позднее сами стали проводить эксперименты в области создании голограмм. В 1983 году Фред Унтерзейер опубликовал книгу Holography Handbook, в которой доступным языком объяснялось, как создавать голограммы в домашних условиях. Это привело к появлению новой волны любителей, использовавших простые методы и доступные светочувствительные микрокристаллы галогенида серебра, равномерно распределённые в желатине.
В 2000 году Фрэнк де Фрейтас опубликовал книгу Shoebox Holography book, в которой шаг за шагом описывалось создание голограмм с использованием недорогих лазерных указок. Когда на рынке появились полупроводниковые лазерные диоды, стоимость пятимилливаттного лазера упала с $1200 до $5, что позволило сделать увлечение любительской голографии массовым.
В том же году появились наборы голографии с лазерными указками, что дало возможность студентам, преподавателям и любителям создавать множество видов голограмм без использования специализированного оборудования. К 2005 году подобные наборы стали популярным подарком. Появление в 2003 году наборов, снабжённых материалами для самостоятельного изготовления голографических фотопластинок, избавило любителей от необходимости приобретения неспециализированных химических наборов, применяемых в фотографии.
В 2006 году появились зелёные лазеры Coherent C315, одновременно любителям голографии стал доступен толстослойный глицеринсодержащий бихромированный желатин для записи объёмных голограмм с неожиданно высокой чувствительностью к зелёному свету.
Некоторые любители голографии конструируют самодельные импульсные лазеры для создания голограмм движущихся объектов.

## Технология

Схема Денисюка

Схема Денисюка при применении лазерного диода в качестве источника когерентного света оказывается предельно простой, что позволяет записывать такие голограммы без использования специального оборудования.
Для записи голограммы достаточно создать некий каркас, на котором будут неподвижно установлены лазер, фотопластинка и объект записи. Единственное серьёзное требование, накладываемое на конструкцию — минимальные вибрации. Установка держится на виброгасящих опорах. За несколько минут до и во время экспозиции нельзя прикасаться к установке (обычно экспозицию отмеряют, открывая и закрывая луч лазера экраном, механически не связанным с установкой).

Лазеры, используемые в любительской голографии

В любительской голографии используются доступные полупроводниковые лазеры:
1. лазерные указки
2. лазерные модули
3. отдельные лазерные диоды

Лазерные указки являются самым простым в использовании и доступным источником когерентного света. После удаления линзы, фокусирующей луч, указка начинает светить расходящимся пучком света, позволяя осветить фотопластинку и сцену, расположенную за ней. Необходимо лишь фиксировать кнопку во включённом состоянии. К недостаткам указок стоит отнести их непредсказуемое качество.
Более совершенным источником является лазерный модуль с удалённой фокусирующей линзой. В отличие от указки, модуль питается от внешнего источника, которым может служить стабилизированный блок питания. Такой блок питания, как и сам лазерный модуль, как правило, продаётся в магазинах радиодеталей за относительно небольшие деньги. Как правило, лазерные модули сделаны качественнее указок, но их когерентность также непредсказуема.
Лазерные диоды являются самыми сложными в эксплуатации источниками света. В отличие от модулей и указок, они не имеют встроенного блока питания, а используют нестандартное напряжение питания. Кроме того, для них важнее стабилизация по току. Тепловая мощность диодов, применяемых для любительской голографии, не превышает сотен милливатт, поэтому ему достаточно минимального по размерам радиатора. От стабильности температуры зависит когерентность. Часто диоды выпускаются производителем изначально с учётом требований высокой когерентности. Это лазеры с одной продольной модой (англ. single longitudinal mode) или одночастотные лазеры. Их длина когерентности[уточнить] значительно превышает метр, что многократно превосходит потребности любительской голографии.

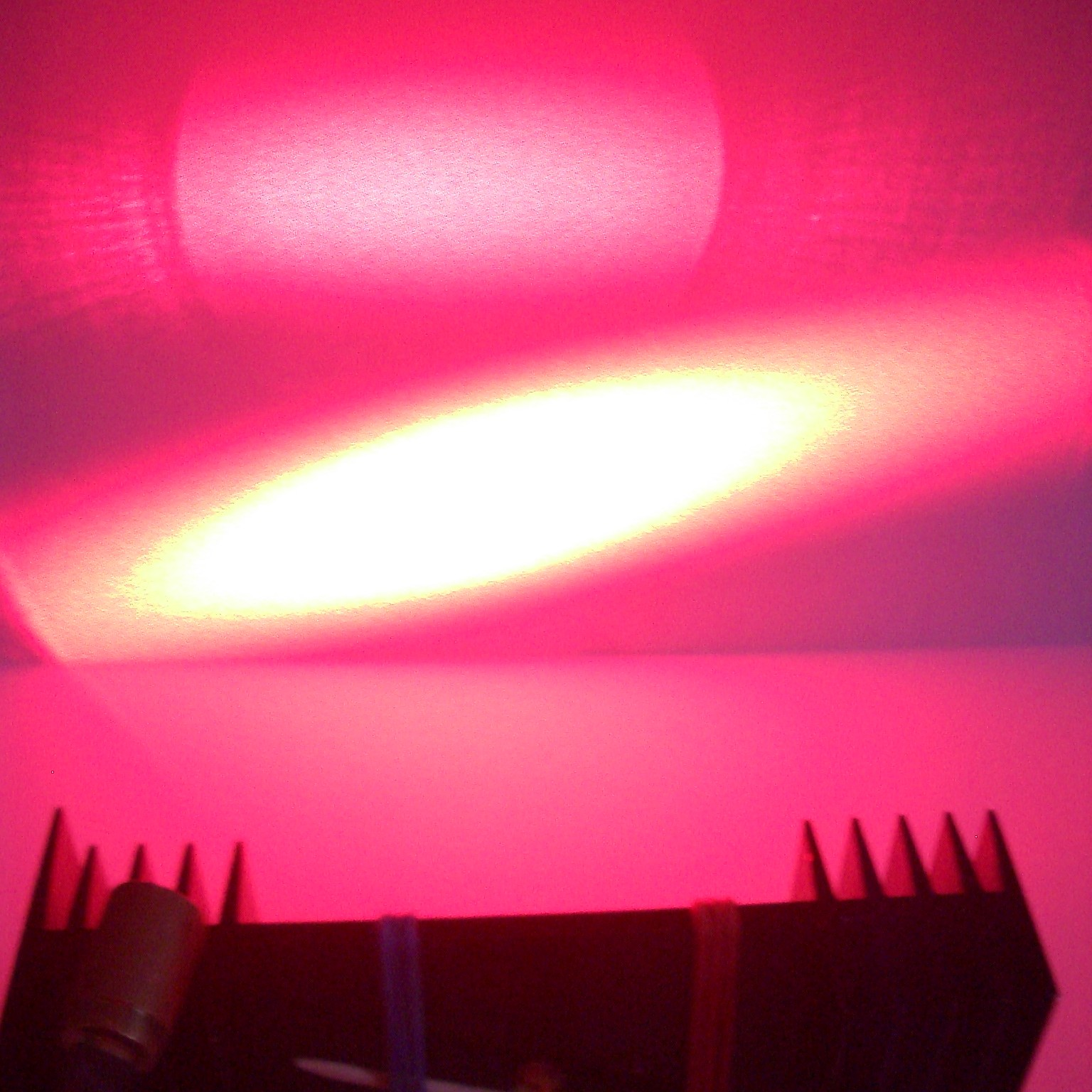
Сравнение 635 нм и 650 нм лазеров одинаковой мощности

Самое большое распространение в самых различных применениях получили красные полупроводниковые лазеры с длиной волны 650 нм. Эти же лазеры получили наибольшее распространение в любительской голографии. Они отличаются низкой ценой, достаточно высокой мощностью и чувствительность глаза (как и фотопластинок ПФГ-03М, применяемых для записи голограмм Денисюка) к этой длине волны достаточно высока. Меньшее распространение в голографии получили лазеры с длинами волн 655—665 нм. Чувствительность фотопластинки (и глаза) к этому диапазону заметно (примерно в 2 раза) меньше, чем к 650 нм, но такие лазеры имеют многократно бо́льшую мощность при равной цене. Ещё меньшее распространение получили лазеры 635 нм. Их спектр предельно близок к спектру красного He-Ne лазера (633 нм), именно под использование которого и разработаны фотопластинки, что обеспечивает максимальную чувствительность. Однако эти лазеры имеют высокую цену, низкий КПД и редко обладают высокой мощностью.